# Kintrisji naturreservat
Kintrisji naturreservat (georgiska: კინტრიშის სახელმწიფო ნაკრძალი, Kintrisjis sachelmtsipo nakrdzali) är ett naturreservat i Georgien. Det ligger i den västra delen av landet, i distriktet Kobuleti i den autonoma republiken Adzjarien. Naturreservatet, som inrättades 1959, ligger i floden Kintrisjis dalgång. Det strikt skyddade reservatet omfattar 3 108 hektar och ingår i ett större naturskyddsområde på totalt 13 514 ha.